# Сульфид висмута(II)
Сульфи́д ви́смута(II) — бинарное неорганическое соединение, соль металла висмута и сероводорода с формулой BiS, серые кристаллы, нерастворимые в воде.

## Получение
- Сплавление избытка висмута и серы в инертной атмосфере::

{\displaystyle {\mathsf {Bi+S\ {\xrightarrow {510^{o}C}}\ BiS}}}
- Разложение сульфида висмута(III) при нагревании:

{\displaystyle {\mathsf {Bi_{2}S_{3}\ {\xrightarrow {>685^{o}C}}\ 2BiS+S}}}

## Физические свойства
Сульфид висмута(II) образует серые кристаллы, орторомбические призмы. 
Не растворяется в воде. 

## Химические свойства
- Окисляется кислородом воздуха при нагревании:

{\displaystyle {\mathsf {4BiS+7O_{2}\ {\xrightarrow {T}}\ 2Bi_{2}O_{3}+4SO_{2}\uparrow }}}
- Восстанавливается водородом при нагревании:

{\displaystyle {\mathsf {BiS+H_{2}\ {\xrightarrow {685^{o}C}}\ Bi+H_{2}S}}}